# Glåmdal

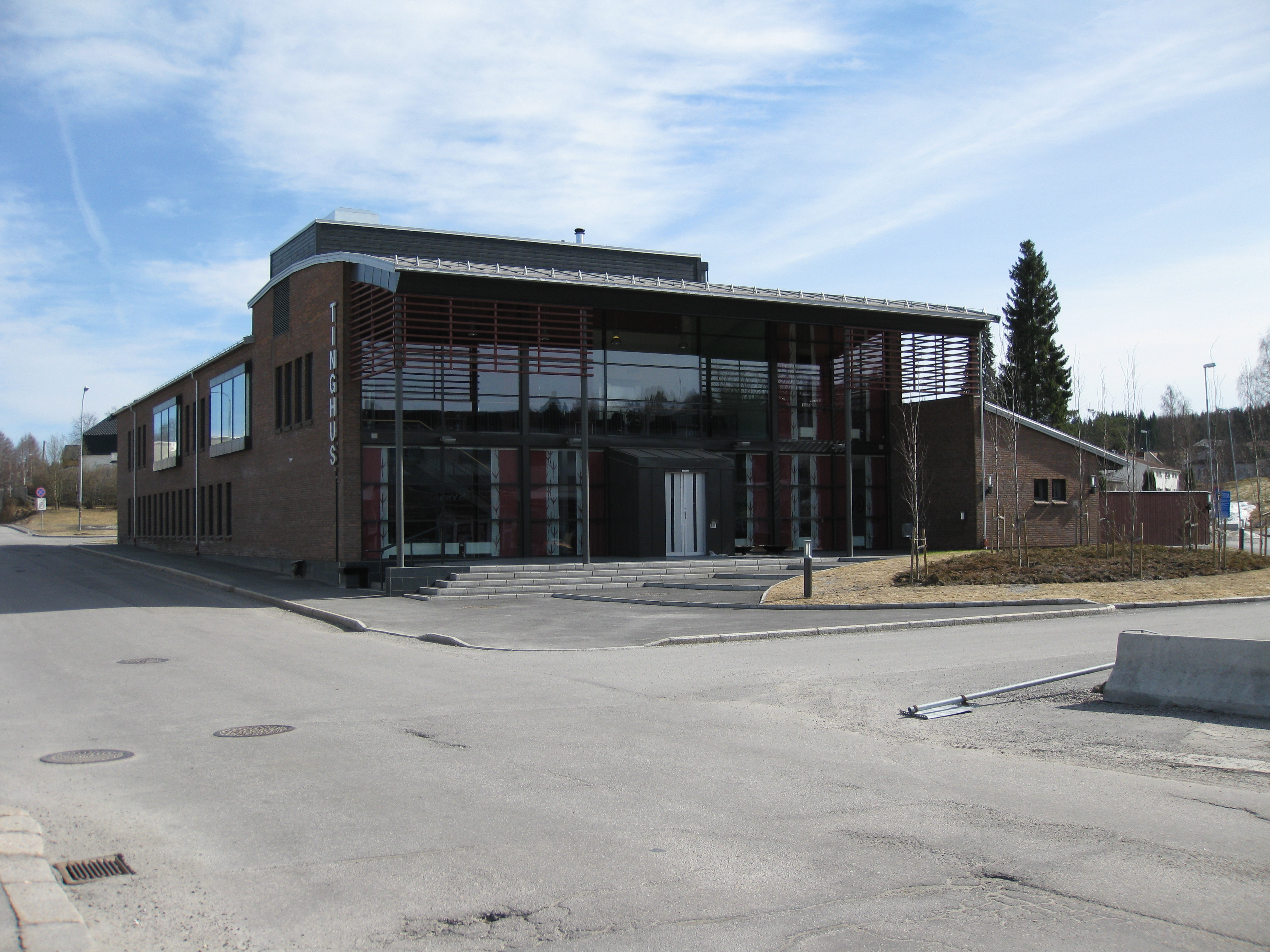
Oficina de turisme de Glåmdal

Glåmdal és un districte tradicional al comtat d'Innlandet, Noruega, a les valls de l'est. Comprèn 6 municipis d'aquest comptat. El centre regional és la ciutat de Kongsvinger. Aquest districte, que limita amb Suècia, està dominada per boscos i llacs.

## Administració
Aquest districte natural comprèn els municipis de:
- Sør-Odal
- Nord-Odal
- Kongsvinger
- Eidskog
- Grue
- Åsnes